# Fernandocrambus nitidissima
Fernandocrambus nitidissima là một loài bướm đêm trong họ Crambidae.